# 1420 Редкліф
1420 Редкліф (1420 Radcliffe) — астероїд головного поясу, відкритий 14 вересня 1931 року.
Тіссеранів параметр щодо Юпітера — 3,339.